# Дощові ліси Сераму
Дощові ліси Сераму (ідентифікатор WWF: AA0118) — австралазійський екорегіон тропічних та субтропічних вологих широколистяних лісів, розташований на Молуккських островах.

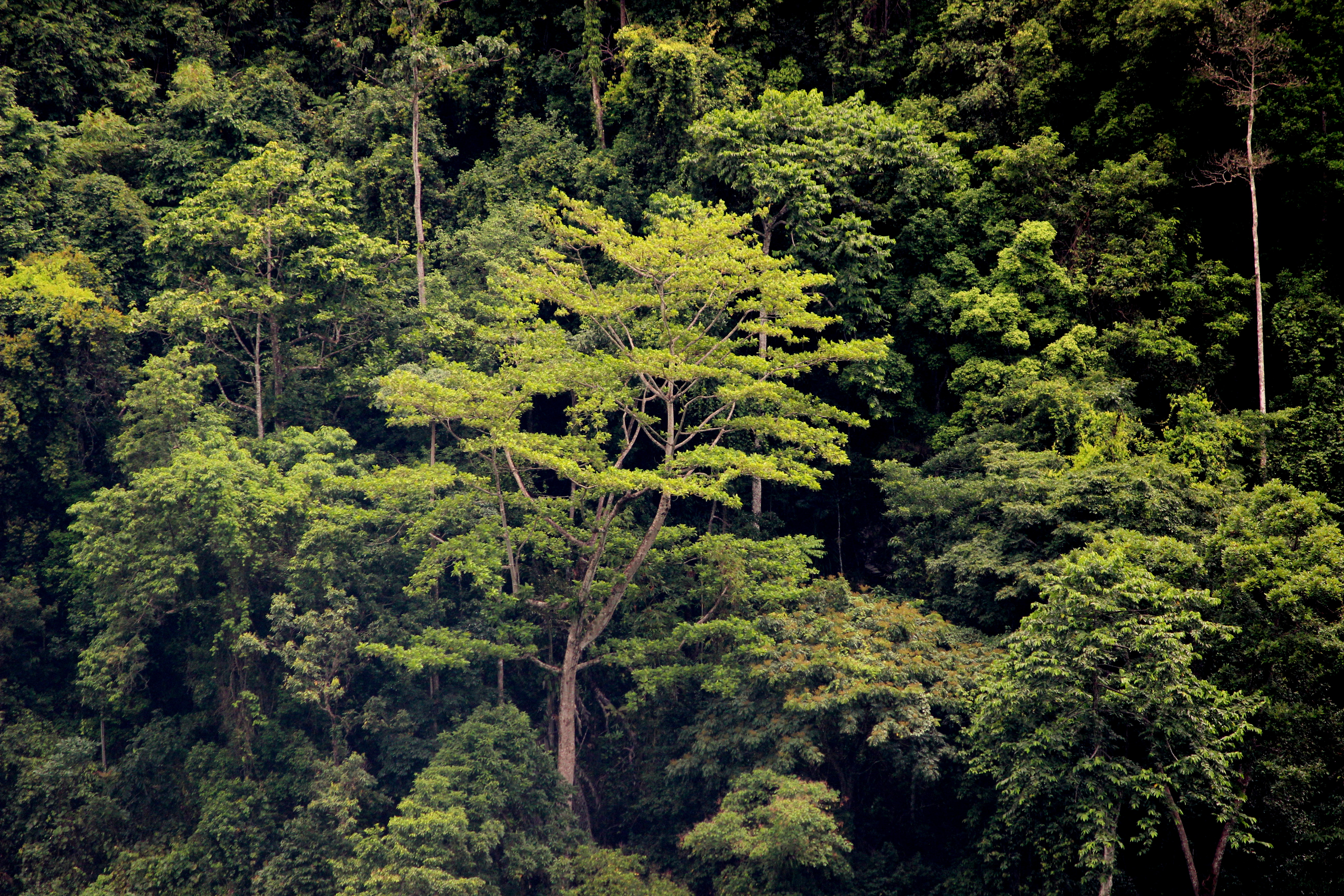
Дощовий ліс на острові Серам

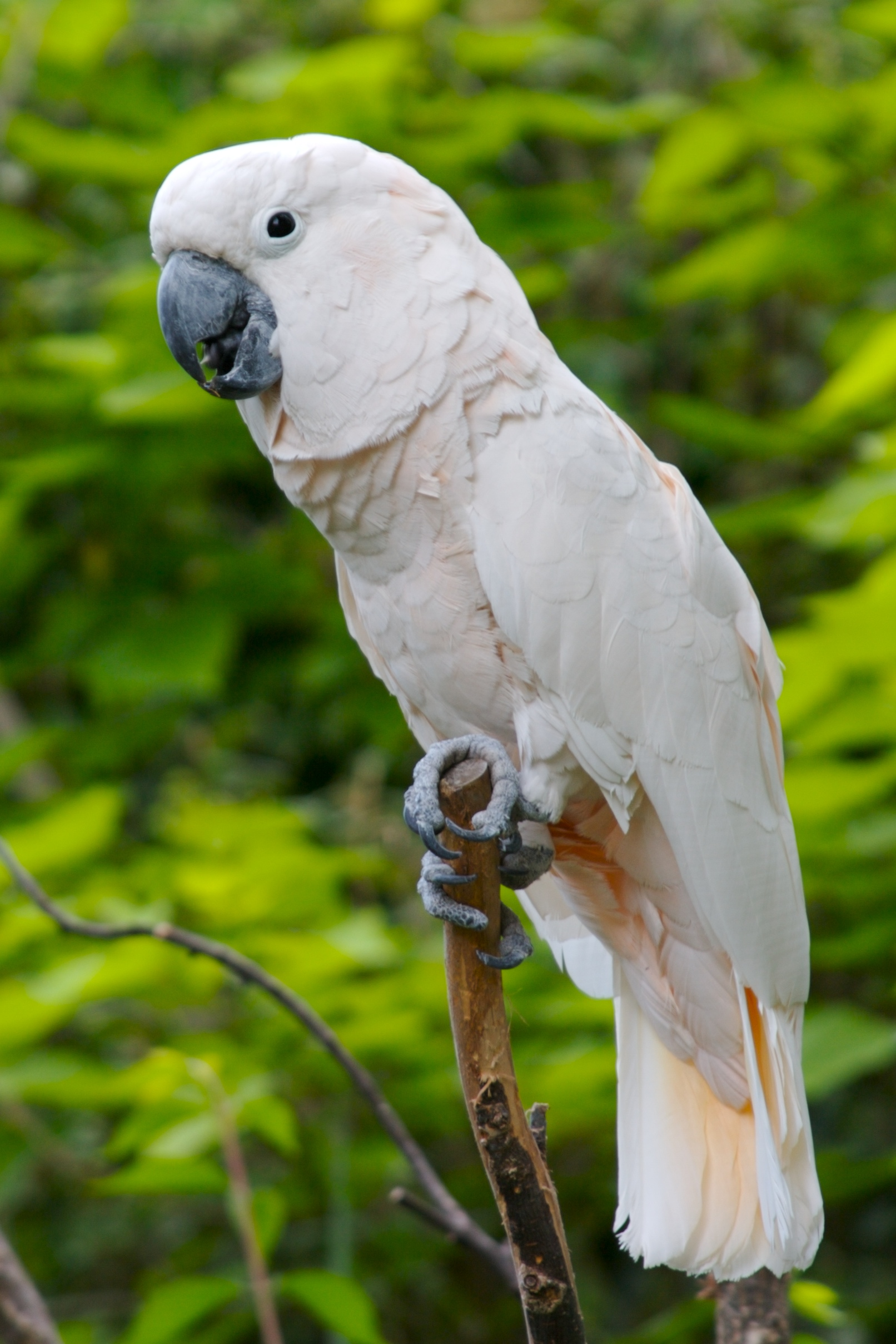
Молуцький какаду (Cacatua moluccensis)

## Географія
Екорегіон дощових лісів Сераму охоплює острів Серам площею 17 100 км² — другий за величиною острів в Молуккському архіпелазі, а також низку сусідніх островів, зокрема острови Боано, Келанг і Маніпа, розташовані на заході, острови Амбон, Харуку і Сапаруа, розташовані на південному заході, архіпелаг Банда, розташований за 130 км на південь, та архіпелаги Горонг і Ватубела, розташовані на південному сході. З півдня Серам омивається морем Банда, з півночі — Серамським морем, а із заходу — протокою Маніпа, яка відділяє Серам від острова Буру.
З геологічної точку зору Серам є поєднанням фрагменту континентальної кори, який відколовся від Австралії, та частини внутрішньої вулканічної дуги Банда. Основу острова складають старі метаморфічні сланці та гнейси, більш молоді вулканічні породи та молоді алювіальні відклади. Острів Серам має переважно гористий рельєф, із заходу на схід через нього проходить Центральний гірський хребет, що підіймається на висоту понад 1000 м над рівнем моря. Найвищою вершиною Сераму та всього Молуккського архіпелагу є гора Бінайя заввишки 3027 м.
Серам разом із сусідніми островами є частиною біогеографічного регіону Воллесії, який є частиною Австралазійської біогеографічної області, але ніколи не сполучався ні з Азією, ні з Австралією. Його флора і фауна характеризуються поєднанням азійських та австралійських елементів, а також включають багато ендемічних видів, які еволюціонували в ізоляції. Східний кордон екорегіону проходить по лінії Лідеккера, яка відмежовує острови Воллесії від островів, що лежать на континентальному шельфі Австралії та Нової Гвінеї, які під час останнього льодовикового періоду, коли рівень Світового океану був більш ніж на 100 м нижчим, ніж зараз, об'єднувалися у один материк Сахул.

## Клімат
На більшій частині екорегіону переважає екваторіальний клімат (Af за класифікацією кліматів Кеппена), а у високогір'ях Сераму — високогірний субтропічний клімат (Cfb за класифікацією Кеппена). Середньорічна кількість опадів в регіоні перевищує 2000 мм.

## Флора
Природний рослинний покрив екорегіону представлений рівнинними вічнозеленими та напіввічнозеленими дощовими лісами та гірськими дощовими лісами. Основними рослинними угрупованнями Сераму є напіввічнозелені дощові ліси, у яких переважають представники родини діптерокарпових (Dipterocarpaceae), передусім майже ендемічні суланські шореї (Shorea selanica), які можуть досягати понад 30 м заввишки. Ці дерева можуть складати до 30 % від загальної кількості дерев в лісі. Серед інших дерев, поширених у рівнинних дощових лісах Сераму, слід відзначити ладанну анісоптеру (Anisoptera thurifera), купчасту хопею (Hopea gregaria), іріанську хопею (Hopea iriana), новогвінейську хопею (Hopea novoguineensis), ассамську антошорею (Anthoshorea assamica), гірську антошорею (Anthoshorea montigena) та звичайну ресаку (Vatica rassak). В середньому і нижньому ярусах лісу зустрічаються різні представники родин Амарилісові (Amaryllidaceae) та Осокові (Cyperaceae), деревопоподібні папороті з роду Angiopteris, ротангові пальми (Calamus spp.) завдовжки понад 100 м, а також різні види фрейсінетій (Freycinetia spp.), гнетумів (Gnetum spp.), мукун (Mucuna spp.), баугіній (Bauhinia spp.), перців (Piper spp.), сарсапарелей (Smilax spp.) та інших ліан. Особливі рослинні угруповання зустрічаються в районах, де переважають ультраосновні породи. Ліси в таких місцевостях, як правило, характеризуються низьким видовим різноманіттям, невисокі та складаються переважно з чагарників.
У гірських лісах Сераму переважають два види дерев з родини Букові (Fagaceae) — буруйські кастанопсиси (Castanopsis buruana), які домінують на висоті від 400 до 1400 м над рівнем моря та часто утворюють густі скупчення, та сулавеські літокарпуси (Lithocarpus celebicus), які часто зустрічаються вздовж гірських хребтів. На горі Бінайя на висоті понад 2400 м над рівнем моря поширені високогірні карликові ліси, у яких переважають чагарники дакридіуму (Dacrydium spp.), мірики (Myrica spp.), мірсини (Myrsine spp.), жостеру (Rhamnus spp.), рододендрону (Rhododendron spp.) та чорниці (Vaccinium spp.). Подекуди чагарникові ліси перемежовуються гаями деревоподібних папоротей, у яких переважають ендемічні Alsophila binayana та Sphaeropteris pukuana, які зазвичай вкриті багатьма епіфітними папоротями. На найвищих гірських вершинах Сераму, на висоті понад 2700 м над рівнем моря, поширені високогірні луки, на яких ростуть деякі ендемічні та майже ендемічні трав'янисті рослини, зокрема бінаянські фіялки (Viola binayensis), папуанські птеростіліси (Pterostylis papuana) та серамські очанки (Euphrasia ceramensis).

## Фауна
В межах екорегіону зустрічається 38 видів ссавців. Ендеміками екорегіону є серамські бандикути (Rhynchomeles prattorum) — невеликі сумчасті тварини, що ведуть деревний спосіб життя та демонструють фауністичний зв'язок з Австралазією, а також колючі серамські пацюки (Rattus feliceus), гірські серамські пацюки (Rattus ceramicus), темні мозаїкохвості щури, серамські мозаїкохвості щури (Melomys fulgens) та манусельські мозаїкохвості щури (Melomys fraterculus), а майже ендемічними його представниками — молуккські крилани (Pteropus chrysoproctus), серамські крилани (Pteropus ocularis) та малі трубконосі крилани (Nyctimene minutus). Також на Серамі мешкають інтродуковані пухнасті кускуси (Phalanger orientalis) та плямисті кускуси (Spilocuscus maculatus).
Орнітофауна екорегіону нараховує понад 213 видів птахів. Ендеміками регіону є серамські пінони (Ducula neglecta), серамські голуби-голооки (Gymnophaps stalkeri), серамські сипухи (Tyto almae), молуцькі сови-голконоги (Ninox squamipila), серамські альціони (Todiramphus lazuli), молуцькі какаду (Cacatua moluccensis), серамські лорі (Lorius domicella), малі лорі (Eos semilarvata), амбонські медовички (Myzomela blasii), серамські медовці (Lichmera monticola), серамські медівники (Philemon subcorniculatus), бліді шикачики (Edolisoma ceramense), серамські вивільги (Oriolus forsteni), серамські віялохвістки (Rhipidura dedemi), боанайські монархи (Symposiachrus boanensis), серамські кобилочки (Locustella musculus), золотохвості оливники (Hypsipetes affinis), серамські окулярці (Heleia pinaiae), манузельські окулярці (Tephrozosterops stalkeri), серамські окулярники (Zosterops stalkeri), амбонські окулярники (Zosterops kuehni), серамські шпаки-білощоки (Basilornis corythaix), серамські квічалі (Geokichla joiceyi) та молуцькі квіткоїди (Dicaeum vulneratum).
Майже ендемічними представниками екорегіону, які також зустрічаються на сусідніх островах, є молуцькі великоноги (Eulipoa wallacei), молуцькі кукавки (Cacomantis aeruginosus), серамські салангани (Aerodramus ceramensis), рудошиї яструби (Accipiter erythrauchen), молуцькі боривітри (Falco moluccensis), серамські сплюшки (Otus magicus), новогвінейські рибалочки-крихітки (Ceyx lepidus), молуцькі алістери (Alisterus amboinensis), червоні лорі (Eos bornea), південномолуцькі піти (Erythropitta rubrinucha), вогнисті медовички (Myzomela wakoloensis), оливкові медовці (Lichmera argentauris), молуцькі шикачики (Coracina atriceps), серамські свистуни (Pachycephala macrorhyncha), берегові свистуни (Pachycephala phaionota), вохристі свистуни (Pachycephala griseonota), молуцькі міагри (Myiagra galeata), серамські ворони (Corvus violaceus), молуцькі шпаки-малюки (Aplonis mysolensis), темноголові мухоловки (Ficedula buruensis) та молуцькі мунії (Lonchura molucca). Також на Серамі мешкають шоломні казуари (Casuarius casuarius) — найбільші птахи Австралазії, завезені з Нової Гвінеї.

## Збереження
Майже п'ята частина первинних дощових лісів Сераму була вирубана, переважно уздовж північного узбережжя. Тим не менш, в екорегіоні все ще залишаються великі масиви незайманих лісів. Основними загрозами для збереження природи регіону є вирубка лісів, полювання та вилов деяких тварин, зокрема папуг.
Оцінка 2017 року показала, що 2000 км², або 11 % екорегіону, є заповідними територіями. Природоохоронні території включають: Національний парк Манусела, Природний заповідник Вае-Була та Природний заповідник Гунунг-Сахуваї.